# 中央気象署
中央気象署（ちゅうおうきしょうしょ）は、台湾の気象・地震・天文観測を実施する中華民国の中央機構。

## 歴史
日本統治時代の1905年までに台北、台中、台南、恒春、澎湖、台東の6箇所の測候所が設置された。1938年に台湾総督府は台湾総督府気象台官制を制定。1945年の終戦後、国民党政権が台湾を掌握し、日本が設置していた様々な観測所を接収して、台湾省政府の下に台湾省気象局として組織した。
中央気象局は1941年に重慶で中華民国の行政院の下に設置されたのが始まりで、1949年に政府とともに台湾に遷り、1958年までは台湾省気象局の管理下にあったが、1958年から政府直属の気象機関として復活し、1971年には中央気象局は台湾省政府から中央政府の交通部に移管された。2023年9月15日、中央気象署へと昇格し現在に至っている。

## 業務内容
1. 気象観測
2. 短中期天気予報
3. 長期天気予報
4. 気象災害予報
5. 台風予報及び警報発令
6. 気象サービス
7. 台湾全国の地震観測
8. 有感地震速報及び津波警報発令
9. 地震予知研究
10. 地震データ配信サービス及び地震防災広報活動
11. 気象観測儀器校正
12. 外部気象儀器校正
13. 内部の統一暦頒布の委託業務
14. 天文資料の編纂、出版
15. 太陽黒点の観測
16. 日食、月食、彗星及び流星群等特殊天文現象の観測とメディア広報
17. 各種観測・予報システムの調査研究

## 組織
- 本局組織
  - 第一組 第二組 第三組 第四組
- 秘書室 秘書室総務 会計室 人事室 政風室
- 観測技術センター
  - 気象科学技術研究センター 気象予報センター 気象衛星センター 気象データセンター 地震観測センター
  - 気象儀器校正センター 海洋気象観測センター 台湾南部気象センター
- 天文台
- 気象台
  - 台北気象台 花蓮気象台 五分山レーダー気象台 花蓮レーダー気象台 墾丁レーダー気象台
  - 新竹気象台 台中気象台 梧棲気象台 嘉義気象台 高雄気象台
  - 恒春気象台 台東気象台 宜蘭気象台 蘇澳気象台 基隆気象台
  - 澎湖気象台 金門気象台 馬祖気象台 竹子湖気象台 鞍部気象台
  - 日月潭気象台 成功気象台 阿里山気象台 玉山気象台 大武気象台
  - 蘭嶼気象台 東吉島気象台 彭佳嶼気象台